# Мужская сборная Люксембурга по водному поло
Мужская сборная Люксембурга по водному поло — национальная ватерпольная команда, представляющая Люксембург на международной арене. Управляющей организацией является Федерация плавания Люксембурга (фр. Fédération Luxembourgeoise de Natation et de Sauvetage, FLNS).

## Результаты выступлений

### Олимпийские игры
| Год        | Место          | И              | В              | Н              | П              | ГЗ             | ГП             | +/-            |
| ---------- | -------------- | -------------- | -------------- | -------------- | -------------- | -------------- | -------------- | -------------- |
| 1900—1924  | не участвовали | не участвовали | не участвовали | не участвовали | не участвовали | не участвовали | не участвовали | не участвовали |
| 1928       | 11             | 1              | 0              | 0              | 1              | 1              | 3              | -2             |
| 1932—н. в. | не участвовали | не участвовали | не участвовали | не участвовали | не участвовали | не участвовали | не участвовали | не участвовали |